# أوسكار فير
أوسكار فير (بالألمانية: Oskar Fehr)‏ هو طبيب عيون وأستاذ جامعي ألماني، ولد في 9 أكتوبر 1871 في مدينة براونشفايغ في ألمانيا، وتوفي في 1 أغسطس 1959 في لندن في المملكة المتحدة.